# Фронтмен
Фронтменът (от англ. Frontman) е главният вокалист или водачът на музикална група и обикновено това е най-известният член на групата. Той невинаги обаче е основател на групата и неин водач.
Терминът идва от обичайната позиция на певеца по време на концерт – най-отпред на сцената, пред всички останали музиканти. Общуването с публиката между песните обикновено се извършва основно от фронтмена.